# Robert Donat
Friedrich Robert Donat (Manchester, 18 marzo 1905 – Londra, 9 giugno 1958) è stato un attore britannico.

## Biografia
Colpito in tenera età da una malattia dello sviluppo, Donat mantenne una voce dal timbro infantile per tutta la sua esistenza. Questa caratteristica lo rese famoso in patria e favorì la sua abilità di interprete in diverse opere teatrali shakespeariane, acclamate dal pubblico.
Nel 1924 si trasferì a Liverpool, entrando a far parte della compagnia del Liverpool Repertory Theater, dove venne notato dal regista Alexander Korda, che lo scritturò per alcune parti minori. A queste seguì la prima apparizione di rilievo in Le sei mogli di Enrico VIII (1933), in cui interpretò il ruolo del cortigiano Thomas Culpeper, amante della regina Caterina Howard.
Nel 1934 Donat raggiunse gli Stati Uniti, dove apparve nel ruolo di Edmond Dantès nell'avventuroso Il conte di Montecristo (1934). Scritturato dalla Metro Goldwyn Mayer, lavorò attivamente negli anni trenta, collaborando con Alfred Hitchcock ne Il club dei 39 (1935) e conquistando una candidatura al premio Oscar al miglior attore nel 1939 per la sua interpretazione del Dottor Manson ne La cittadella (1938), diretto da King Vidor. L'anno successivo vinse l'Oscar al miglior attore protagonista per Addio, Mr. Chips! (1939), di Sam Wood, battendo la concorrenza di Clark Gable, candidato per il ruolo di Rhett Butler in Via col vento (1939).
Rientrato in Gran Bretagna al termine della Seconda guerra mondiale, continuò la sua attività in patria, morendo nel 1958 a causa di un attacco di asma acuto, all'età di 53 anni. La sua ultima interpretazione fu quella del mandarino Yang Cheng nel film La locanda della sesta felicità (1958), accanto a Ingrid Bergman.

## Vita privata
Dal primo matrimonio (1929–1946) con Ella Annesley Voysey, Donat ebbe tre figli. Dal 1953 fino alla morte fu sposato in seconde nozze con l'attrice britannica Renée Asherson.

## Filmografia
- L'uomo del domani (Men of Tomorrow), regia di Zoltán Korda e Leontine Sagan (1932)
- Quella notte a Londra (That Night in London), regia di Rowland V. Lee (1932)
- Cash, regia di Zoltan Korda (1933)
- Le sei mogli di Enrico VIII (The Private Life of Henry VIII), regia di Alexander Korda (1933)
- Il conte di Montecristo (The Count of Montecristo), regia di Rowland V. Lee (1934)
- Il club dei 39 (The Thirthy Nine Steps), regia di Alfred Hitchcock (1935)
- Il fantasma galante (The Ghost Goes West), regia di René Clair (1935)
- L'ultimo treno da Mosca (Knight Without Armour), regia di Jacques Feyder (1937)
- La cittadella (The Citadel), regia di King Vidor (1938)
- Addio, Mr. Chips! (Goodbye, Mr. Chips), regia di Sam Wood (1939)
- Il nemico di Napoleone (The Young Mr. Pitt), regia di Carol Reed (1942)
- Il nuovo lotto (The New Lot), regia di Carol Reed (1943) (non accreditato)
- Le avventure di Tartù (The Adventures of Tartu), regia di Harold S. Bucquet (1943)
- Intermezzo matrimoniale (Vacation From Marriage), regia di Alexander Korda (1945)
- Il capitano Boycott (Captain Boycott), regia di Frank Launder (1947)
- Tutto mi accusa (The Winslow Boy), regia di Anthony Asquith (1948)
- Una cura per l'amore (The Cure for Love), regia di Robert Donat (1950)
- Stupenda conquista (The Magic Box), regia di John Boulting (1951)
- Contratto di vita (Lease of Life), regia di Charles Frend (1955)
- La locanda della sesta felicità (The Inn of the Sixth Happiness), regia di Mark Robson (1958)

## Doppiatori italiani
- Giulio Panicali in Il fantasma galante (1º ridoppiaggio), La cittadella
- Michele Gammino in Le sei mogli di Enrico VIII (2º ridoppiaggio), L'ultimo treno da Mosca (2º ridoppiaggio)
- Lauro Gazzolo in Addio Mr. Chips
- Gualtiero De Angelis in Le sei mogli di Enrico VIII (1º ridoppiaggio)
- Adolfo Geri in L'ultimo treno da Mosca (1º ridoppiaggio)
- Augusto Marcacci in La locanda della sesta felicità
- Antonio Colonnello Il club dei 39 (ridoppiaggio)[1]

## Riconoscimenti

### Premi Oscar
- 1939 – Candidatura al miglior attore protagonista per La cittadella
- 1940 – Miglior attore protagonista per Addio, Mr. Chips!

### Golden Globe
- 1959 – Candidatura al miglior attore in un film drammatico per La locanda della sesta felicità